# 우리가 끝이야
《우리가 끝이야》(영어: It Ends with Us)는 2024년 개봉한 미국의 로맨틱 드라마 영화이다. 저스틴 밸도니가 감독과 주연을 맡았으며, 콜린 후버의 동명 소설이 영화의 원작이다.

## 줄거리
릴리는 아버지로 인해 고통받았던 메인주 고향 시절의 아픔을 뒤로 하고 보스턴에서 꽃 가게를 운영하고 있다. 우연히 신경외과의 라일을 만나 사랑에 빠진 릴리는 점차 라일의 폭력적인 일면을 마주한다. 여기에 식당 주인이자 헤드셰프가 된 릴리의 첫사랑 애틀러스가 다시 릴리의 삶에 나타나면서 릴리와 라일의 관계는 더욱 악화된다. 릴리는 자신이 가정 폭력에 시달렸던 어머니의 삶을 대를 이어 반복하고 있다는 사실을 깨닫는다.

## 출연
- 블레이크 라이블리 - 릴리 블룸 역
  - 이저벨라 페러 - 어린 릴리 역
- 저스틴 밸도니 - 라일 킨케이드 역
- 제니 슬레이트 - 얼리사 역
- 브랜던 스클레너 - 애틀러스 코리건 역
  - 앨릭스 뉴스테터 - 어린 애틀러스 역
- 하산 미나지 - 마셜 역
- 케빈 매키드 - 앤드루 블룸 역
- 에이미 모턴 - 제니 블룸 역
- 로버트 클로헤시 - 보안관 역
- 로빈 라이블리 - 바일런드 씨 역